# Goryphus tricolor
Goryphus tricolor là một loài tò vò trong họ Ichneumonidae.